# 9C1
9C1 è un codice Chevrolet che identifica gli equipaggiamenti opzionali speciali (in "gergo Chevy" si chiama SEO) per veicoli della polizia. L'opzione 9C1 comprende parti più resistenti rispetto a una più comune automobile civile, quindi molto utili per un veicolo utilizzato dalle forze dell'ordine.

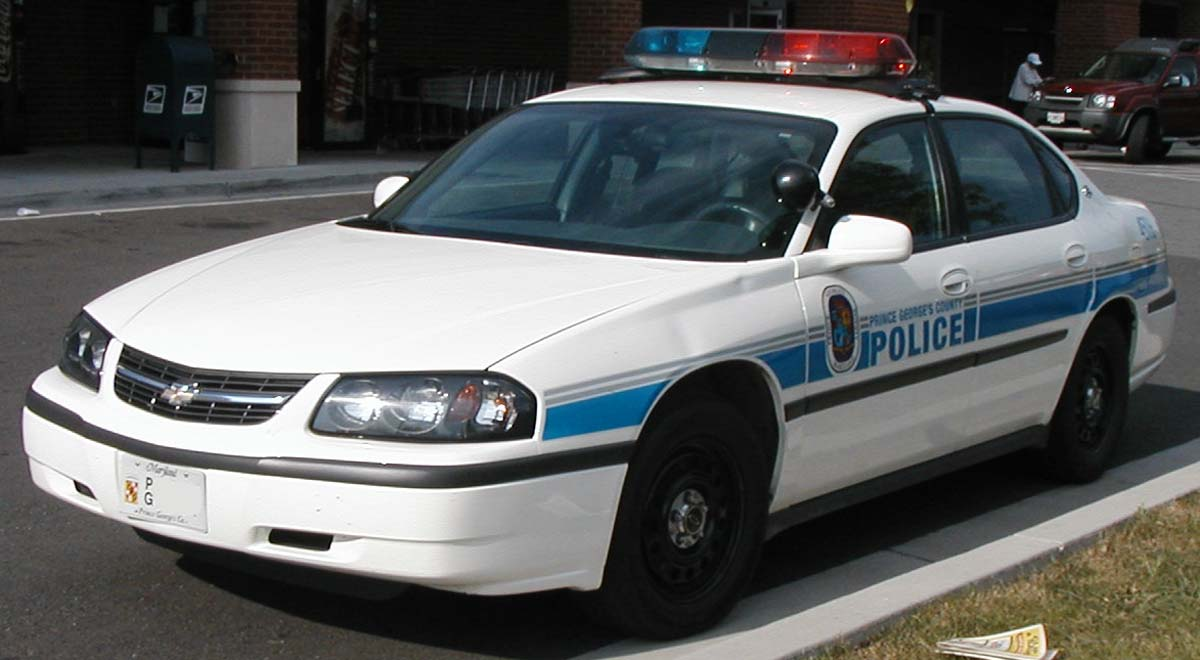
Una Chevrolet Impala 9C1

Il SEO è disponibile sulle Chevrolet Nova, sulle Caprice, sulle Tahoe, sulle Impala, sulle Malibu e sulle Camaro, anche se comunque ci sono veicoli contrassegnati da diversi codici SEO, come il B4C in utilizzo sulle Camaro prodotte per le forze dell'ordine statunitensi.
La modifica 9C1 comprendeva: un telaio perimetrale in acciaio, barre torsionali anteriori e posteriori sovradimensionate, ruota di scorta di dimensioni normali (al posto del ruotino), radiatore per l'olio separato, alternatore ad elevata scarica di corrente, tubi di raffreddamento in silicone verde (garantiti a vita da General Motors), quattro freni a disco (al posto dell'impianto misto con dischi anteriori e tamburi posteriori), ruote in acciaio molto resistenti con gomme a velocità nominale più elevata, tachimetro digitale, montanti irrigiditi (ed altro della carrozzeria), doppio scarico reale, piastre anti-pugnalata per il retro dei sedili anteriori, connessioni extra per gli equipaggiamenti di emergenza e un rapporto finale di trasmissione pari a 3.23 per il motore standard V8 4.7L L99 da 200 cavalli ad iniezione singlepoint.
Il picco di popolarità di questa opzione fra le forze dell'ordine avvenne quando venne introdotto come optional il motore 5.7L V8 LT1 derivato dalla Corvette, motore con 260 cavalli ad iniezione multipoint, con un rapporto finale di trasmissione pari a 3.08.
Il 9C1 è anche un codice utilizzato per le Holden Commodore australiane che erano disponibili anch'esse con il 5.7L V8 Chevrolet.